# Stanisław Zemanek
Stanisław Adam Zemanek (ur. 19 grudnia 1896 we Lwowie, zm. wiosną 1940 w Charkowie) – major dyplomowany piechoty Wojska Polskiego, piłkarz i lekkoatleta w latach 1921–1922 oraz działacz sportowy, ofiara zbrodni katyńskiej.

## Życiorys
Syn Ignacego i Stefanii urodzony 19 grudnia 1896 we Lwowie. Był starszym bratem Adama, majora artylerii również zamordowanego w Charkowie.
Przed I wojną światową był członkiem Organizacji Młodzieży Niepodległościowej „Zarzewie”. W czasie wojny służył w Legionie Wschodnim, a następnie w Dywizji Syberyjskiej.
Wstąpił do Wojska Polskiego w 1919. W czasie wojny polsko-bolszewickiej służył w 83 pułku Strzelców Poleskich.
Po zakończeniu działań wojennych pozostał w wojsku i w 1922 został zweryfikowany do stopnia porucznika piechoty ze starszeństwem z dniem 1 czerwca 1919. Służył dalej w 83 pułku Strzelców Poleskich.
3 maja 1926 został awansowany na kapitana ze starszeństwem z dniem 1 lipca 1925 i 83. lokatą w korpusie oficerów piechoty. 2 listopada 1928 został przeniesiony do Wyższej Szkoły Wojennej w Warszawie, w charakterze słuchacza IX Kursu Normalnego 1928–1930. Z dniem 1 listopada 1930, po uzyskaniu dyplomu naukowego oficera dyplomowanego, został przydzielony do dowództwa 3 Dywizji Piechoty Legionów w Zamościu na stanowisko oficera sztabu. W 1933 został przeniesiony do Dowództwa Okręgu Korpusu Nr III w Grodnie, a w 1936 do Dowództwa Okręgu Korpusu Nr V w Krakowie na stanowisko kierownika referatu. Na stopień majora został mianowany ze starszeństwem z 1 stycznia 1936 i 44. lokatą w korpusie oficerów piechoty.

W czasie kampanii wrześniowej 1939 brał udział w obronie Lwowa. 22 września, po agresji ZSRR na Polskę i po podpisaniu kapitulacji miasta, wraz z innymi oficerami opuścił Lwów. Sowieci nie dotrzymali podpisanych warunków kapitulacji i większość oficerów dostała się do niewoli sowieckiej. Stanisław Zemanek został osadzony w obozie jenieckim w Starobielsku. Wiosną 1940 został zamordowany przez funkcjonariuszy NKWD w Charkowie i pogrzebany potajemnie w bezimiennej mogile zbiorowej w Piatichatkach, gdzie od 17 czerwca 2000 mieści się oficjalnie Cmentarz Ofiar Totalitaryzmu w Charkowie. Figuruje na liście Gajdideja pod pozycją 1255.
5 października 2007 minister obrony narodowej Aleksander Szczygło mianował go pośmiertnie na stopień podpułkownika. Awans został ogłoszony 9 listopada 2007 w Warszawie, w trakcie uroczystości „Katyń Pamiętamy – Uczcijmy Pamięć Bohaterów”.

## Ordery i odznaczenia
- Krzyż Niepodległości (2 sierpnia 1931)[16]
- Krzyż Kawalerski Orderu Odrodzenia Polski (1938)[17]
- Krzyż Walecznych (trzykrotnie)[8]
- Złoty Krzyż Zasługi (19 marca 1937)[18]
- Srebrny Krzyż Zasługi (10 listopada 1928)[19]
- Medal Pamiątkowy za Wojnę 1918–1921[8]
- Medal Dziesięciolecia Odzyskanej Niepodległości[8]